# 高田真理
高田 真理（たかだ まり、男性、1947年5月7日 - 2006年9月26日）は、日本の歌手。
青い三角定規元メンバー。兵庫県神戸市出身。

## 略歴
ユニオンレコードのソロ歌手として活動後、1971年に西口久美子・岩久茂とともにフォークグループ「青い三角定規」を結成。ギターを担当した。斬新なサウンドが時流にマッチし、「太陽がくれた季節」などのヒット曲を飛ばした。1973年のグループ解散後は一時ソロとして活動し、1975年に男性二人組のフォークデュオ「まざぁ・こんぷれっくす」としてビクターから再デビューしたが、ほどなくして音楽活動から離れ、埼玉県入間市に居住した。居酒屋を経営したこともあったが、後述する自殺直前は無職だった。
その後、ソロ歌手として活躍していた西口が2006年に歌手生活35周年を迎えることを記念して、青い三角定規の再結成が決定。2006年8月11日には正式に活動再開が報じられ、日本テレビ系『24時間テレビ29』に出演。
しかし、その直後の2006年9月11日、原付自転車を運転中人身事故を起こし、業務上過失傷害と道路交通法違反（酒気帯び運転）の現行犯で逮捕され、処分保留のまま釈放された。折悪しく飲酒運転による事故（福岡海の中道大橋飲酒運転事故）の報道が過熱するさなかでの著名人による事故であったため、マスコミなどから非難が集中。世論に配慮する形で、再結成は中止されるなど心労が重なり、事故から15日後の同年9月26日に、埼玉県入間市豊岡の12階建てマンションから飛び降り自殺を図り死亡。59歳没。

## 人物
- 引退後は5年間の山籠もりを敢行。仙人のような暮らしをしていたという。
- マイペースな性格。
- 離婚後は3人の子供の近くで暮らし長女と一緒にバイトをしたこともあったという。
- 晩年は居酒屋に入り浸り、「歌が上手い」と評判になっていたが、歌手として認識されていなかった。